# The Fatal Portrait (film 1914)
The Fatal Portrait è un cortometraggio muto del 1914 diretto da Edmund Lawrence. Prodotto dalla Kalem Company, aveva come interpreti Robert Ellis, Richard Purdon, Irene Boyle, Frances Nelson.

## Trama
Fidanzato alla ricca socialite Jane Winthrop, Ralph, un pittore, perde la testa per Liane, la sua modella. Quando Jane lo viene a sapere, la gelosia ha il sopravvento su di lei e medita vendetta. Terminato il ritratto che ha fatto a Liane e che intende presentare all'accademia, Ralph progetta di rompere il suo fidanzamento con Jane. Questa, però, gli fa credere Liane indegna del suo amore. Non ancora contenta, si reca nello studio del fidanzato ma poi si nasconde quando lo sente arrivare. Lui, credendosi tradito dalla donna che ama, sfregia con un coltello il ritratto dietro al quale si trova nascosta Jane che resta gravemente ferita.
La ragazza cade svenuta. Lui, inorridito, viene sorpreso con il coltello ancora in mano dal custode che chiama la polizia.

Trasportata in ospedale, Jane si trova in condizioni disperate. I chirurghi suggeriscono come ultima chance quella di una trasfusione di sangue. Liane, sentendo questo, si offre volontaria. Dopo l'operazione, Jane è salva. Affranta dal rimorso, la ragazza confessa tutto. Ralph viene scagionato e lui e Liane, dietro la stessa richiesta di Jane, possono finalmente riunirsi.

## Produzione
Il film fu prodotto dalla Kalem Company.

## Distribuzione
Distribuito dalla General Film Company, il film - un cortometraggio in due bobine - uscì nelle sale statunitensi il 1º luglio 1914.